# EMI Group
Pour les articles homonymes, voir EMI.
EMI Group (à l'origine un acronyme pour Electric and Musical Industries, aussi appelé EMI Records Ltd. ou simplement EMI) est une major britannique active entre mars 1931 et le 28 septembre 2012. Le label discographique est fondé à Londres, par la fusion de la filiale anglaise de Columbia Records et de la Gramophone Company/HMV.

## Histoire

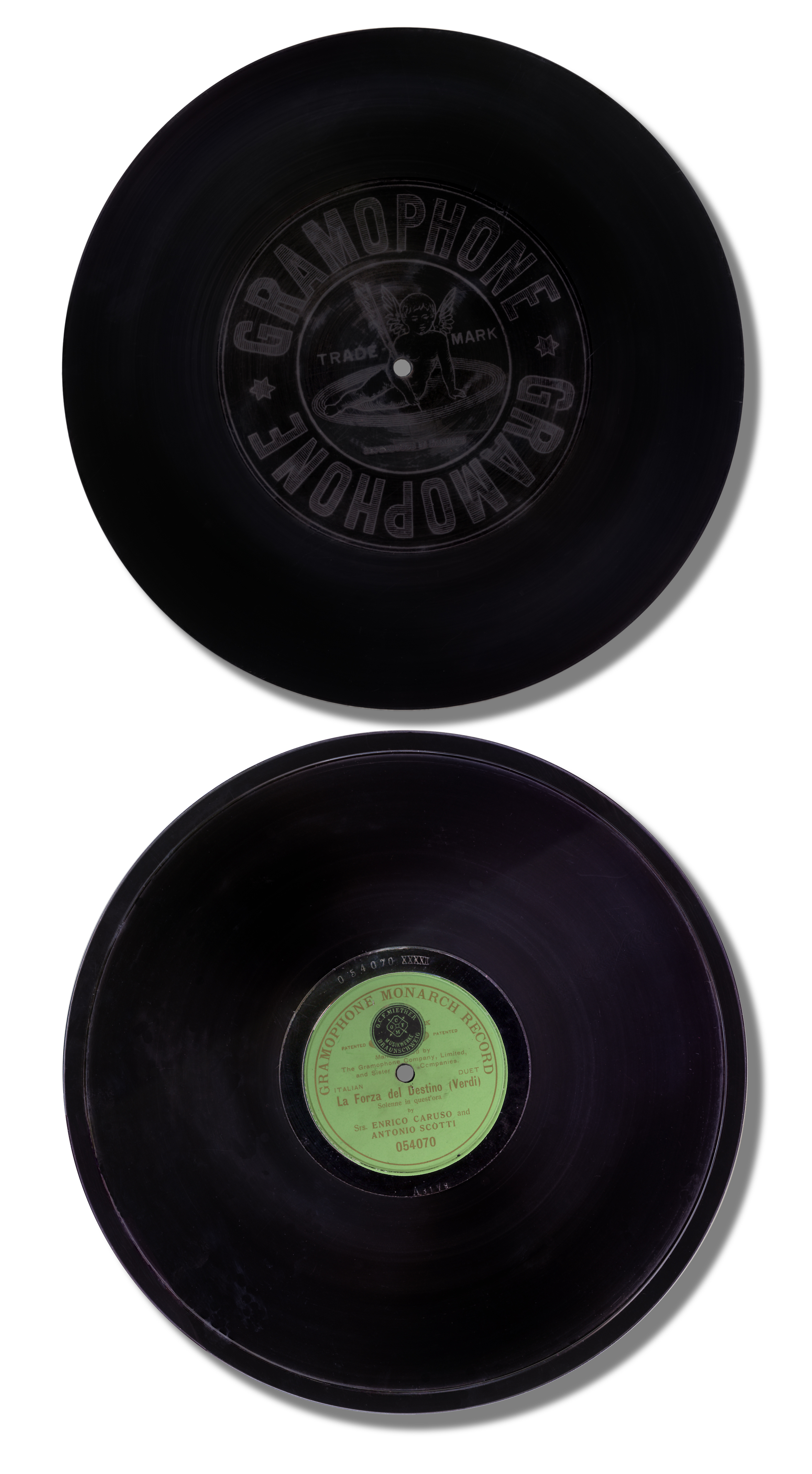
Disque d'Emile Berliner Gramophone Company avec Enrico Caruso. 1908, Hanovre, Allemagne.

Les débuts d'EMI remontent à 1897 avec la création de la société Gramophone Company, qui exploite l'invention du gramophone. Gramophone Company vend à la fois les disques et les machines pour écouter la musique et devient très vite une multinationale diversifiée[Information douteuse] dans les machines à écrire, l'hôtellerie, la restauration, le bingo, la radio, la télévision, les radars, les scanners. En 1899, pour 100 livres, la Gramophone Company acquiert un tableau représentant un chien écoutant un gramophone et baptisé His Master's Voice (HMV). Elle en fait son logo qui apparaîtra pour la première fois en 1909.
En 1904, à Rome, cette jeune entreprise mène à bien un grand projet d'enregistrement en collaboration avec le Vatican. Il s'agit de la célébration du millénaire de saint Grégoire Ier († 604), avec une étiquette spéciale Canto Gregoriano, qui contribue à une croissance internationale de cette société grâce à la qualité de l'exécution. Plus tard, Electric and Musical Industries naît en 1931 par la fusion de Gramophone Company avec Columbia Graphophone. En 1936, la filiale française est créée par fusion avec la Compagnie Générale des Machines Parlantes Pathé frères sous le nom Industries Musicales et Électriques Pathé-Marconi (Pathé-Marconi).
En 1955, EMI rachète Capitol Records, le label américain de Frank Sinatra. En 1962, les Beatles signent chez Parlophone pour leur premier single, Love Me Do. Ils rejoignent Maria Callas et Cliff Richard dans le catalogue et seront suivis par Pink Floyd, Queen, les Sex Pistols, les Rolling Stones, etc. En 1979, EMI est racheté par le groupe d'ingénierie britannique Thorn. L'ensemble forme un conglomérat des plus disparates. En 1988, l'Américain Jim Fifield arrive à la tête d'EMI Music et rachète les catalogues SBK et Chrysalis. EMI devient une major de l'édition musicale. En 1992, EMI rachète Virgin Music pour 560 millions de livres(630 millions d'euros). En 1996, Thorn se sépare d'EMI et la cote en bourse.
À partir du début des années 2000, EMI souffre du développement du téléchargement de la musique et de l'effondrement des ventes de CD. En 2001, le français Alain Lévy, ex-PDG de PolyGram, prend les rênes d'EMI. Entre 2000 et 2007, EMI tente de fusionner à quatre reprises avec Warner Music, sans succès,. En 2000, la major comptait 9 000 salariés, ils ne sont plus que 3 600 en 2008 et en 2010 EMI doit faire face à un lourd endettement qui la met en danger. Début 2010, la major a envisagé de vendre les mythiques studios Abbey Road, créés par EMI au 3, Abbey Road dans le nord-ouest de Londres en 1929. Ces studios furent utilisés par les Beatles de 1962 à 1969, par Pink Floyd pour Dark Side of the Moon ou encore par la BBC et la propagande britannique pendant la Seconde Guerre mondiale. La maison de disques fait aussi face à de possibles poursuites judiciaires de la part de l'entreprise de perception de droits d'auteurs américaine Bluewater Music Services.
En 2007, le fonds Terra Firma Capital Partners reprend EMI pour 2,4 milliards de livres sterling. Radiohead quitte EMI. Les relations avec les Pink Floyd, Robbie Williams ou Coldplay se dégradent, les Rolling Stones rejoignent Universal Music en juillet 2008.

### Premières expérimentations sans DRM
Le label Blue Note d'EMI publie en décembre 2006 un premier album en ligne sans DRM, intitulé Thinking About You de Norah Jones. EMI n'a cependant pas étendu davantage l'opération, ayant échoué à négocier un dédommagement financier avec les plates-formes musicales qui souhaitaient abandonner les DRM dans un premier temps.
Cependant, le 2 avril 2007, le président d'EMI (Eric Nicoli) a annoncé la mise en vente de musiques sans DRM sur le iTunes Store de Apple à un prix légèrement supérieur à celui des musiques avec DRM.

### Projet de fusion avec Warner
Après plusieurs tentatives avortées en 2006, Warner Music Group approche de nouveau EMI Group au début de l'année 2007 en vue d'une fusion. Le rapprochement de Warner/EMI porterait les deux groupes à environ un quart du marché mondial. L'offre de rachat d'un montant de 3,1 milliards de dollars est cependant refusée par EMI Group en mars 2007. La major américaine avait pourtant obtenu le soutien de l'IMPALA, l'organisation internationale des indépendants, contre des garanties concurrentielles.

### Rachat et scission
En 2011, la banque américaine Citigroup décide de racheter EMI. Le 11 novembre 2011, Universal Music Group (filiale du groupe Vivendi) annonce le rachat de son concurrent EMI Music pour environ 1,4 milliard d'euros. Un consortium créé par Sony rachète quant à lui l'activité d'édition du groupe pour 2,2 milliards de dollars. Une validation par la Commission européenne est effectuée le vendredi 21 septembre 2012, EMI devant céder en Europe une partie de son catalogue pour éviter un oligopole, la Commission européenne ne souhaitant pas qu'un acteur possède plus de 40 % de parts de marchés. Vivendi et Citigroup annoncent la finalisation de la fusion le 28 septembre 2012.
En février 2013, Universal revend Parlophone, Chrysalis Records, EMI France, et divers labels à Warner Music Group pour environ 765 millions de dollars. L'accord ne comprend ni Robbie Williams (Chrysalis), ni The Beatles (Parlophone), qui sont transférés à d'autres labels d'Universal. Lors du rachat d'EMI Music France et Parlophone, EMI Music France devient Parlophone Music France. Thierry Chassagne, président de Warner Music France, est nommé à la direction de Parlophone Music France en complément de ses fonctions.
En mai 2018, Sony annonce l'acquisition d'une participation de 60 % dans EMI Music Publishing pour 2,3 milliards de dollars, faisant monter sa participation de 30 % à 90 %.

## Groupes et artistes

### Musique classique
EMI Classics se consacrait uniquement à la musique classique. Disposant d'une grande banque d'enregistrements, avec de grands noms comme Maria Callas, Herbert von Karajan, Otto Klemperer, Yehudi Menuhin, Daniel Barenboim, ou plus récemment Simon Rattle, EMI Classics republiait régulièrement des enregistrements historiques. Elle publiait également les enregistrements des plus grandes personnalités de la musique classique. C'était l'un des principaux éditeurs sur le marché de la musique classique avant sa disparition en 2013. Le catalogue de cette défunte maison de disques appartient désormais à Warner Classics.

### Autres musiques
Parmi les artistes EMI des années 1960, on peut citer The Beatles, The Shadows, Cilla Black, The Hollies, Billy J. Kramer and the Dakotas, Cliff Richard, Gerry and the Pacemakers, The Dave Clark Five, Peter and Gordon, The Animals, Herman's Hermits, The Yardbirds, Manfred Mann, Pink Floyd, Joe Cocker, The Move, Gérard Manset et The Beach Boys.
Parmi les artistes signés dans les années 1970, 1980 et 1990, on peut citer Queen, Deep Purple, David Bowie, Kate Bush, Duran Duran, Kajagoogoo, Pet Shop Boys, Sigue Sigue Sputnik, Kim Carnes, Whitesnake, Iron Maiden, Saxon, R.E.M., Étienne Daho, Backstreet Boys, Red Hot Chili Peppers (qui sont depuis 1991 chez Warner Bros. Records), Paul McCartney, IAM (album l'École du micro d'argent), Soon E MC, Blur, Daft Punk (chez Columbia depuis janvier 2013), Tribal Jam, Placebo, The Knack, Sheena Easton, The Rolling Stones, Legião Urbana, George Michael, Spice Girls, 2Be3, The J. Geils Band, Heart, Radiohead, les Sex Pistols (qui écrivirent une chanson sarcastique intitulée EMI sur leur album Never Mind the Bollocks en 1977), Chumbawamba, Les Haricots rouges et Gérard Manset.
Pour les années 2000, on trouve des artistes comme Bloc Party, Coldplay, Depeche Mode, Erasure, Gorillaz, Goldfrapp, David Guetta, Katy Perry, Lovex, Kylie Minogue, Yellowcard, OK Go, Naast, Nachlader, Kenna, Marc Antoine (chanteur), Fabien Biancalani, etc.
En 2010, et pour la première fois, Les Enfoirés sortent un disque chez EMI.

## Labels affiliés
Les principaux labels de EMI durant son existence étaient Blue Note Records, Capitol Records, Capitol UK, Delabel, EMI France, EMI Classics, EMI CMG, EMI Music Arabia, EMI Music Japan, EMI et Images, EMI Records, Gumprod, Harvest Records (rock progressif), Hostile Records, La Voix de son maître (HMV), Mute Records, Odeon, Parlophone, Pathé-Marconi, Reset, Virgin Classics, et Virgin Records.

### Food Records
Food Records est un ancien label, fondé en 1984 par Andy Ross et David Balfe. Au départ label indépendant, la distribution des albums signés chez Food était confiée à Rough Trade Distribution. Après avoir collaboré avec WEA Records pour quelques œuvres, Food entre, plus ou moins, sous le contrôle de Parlophone. En 1988, EMI investit dans le label et en obtient le contrôle total en 1994. Le nom Food disparaît des pochettes d'album fin 2000, au profit de Parlophone, label du groupe EMI[réf. nécessaire].
Les principaux groupes ayant signé chez Food sont Blur, Idlewild, Crazyhead, The Woodentops, Brilliant, Dubstar, Octopus, Diesel Park West, et Grass Show[réf. nécessaire].